# 윈 마웅
윈 마웅(버마어: ဝင်းမောင်, 1916년 4월 17일 ~ 1989년 7월 4일)은 버마의 제3대 대통령을 지낸 정치인이다.

## 어린 시절
윈 마웅은 카렌족 출신으로 1916년 4월 17일 이라와디 삼각주에서 태어났다. 그는 1937년 양곤 대학교에서 학사학위를 받았다.

## 경력
1947년부터 1956년까지 그는 광업 노동부 장관, 교통 통신부 장관, 수상, 항공, 연안 선박부 장관을 지냈다.
그는 1957년 3월 우 누 총리에 의해 대통령으로 선출되었다. 그는 1962년 3월 2일 네 윈 장군의 군사 쿠데타가 누의 정부를 축출할 때까지 5년 동안 복무했다. 그는 1962년과 1967년 사이에 투옥되었다.

## 개인 생활
1957년 12월 16일부터 12월 28일까지 개인적으로 미국을 방문하여 진료를 받았다. 미국을 방문하는 동안, 그는 미국의 34대 대통령인 드와이트 D. 아이젠하워 대통령을 만났다.